# D65光源

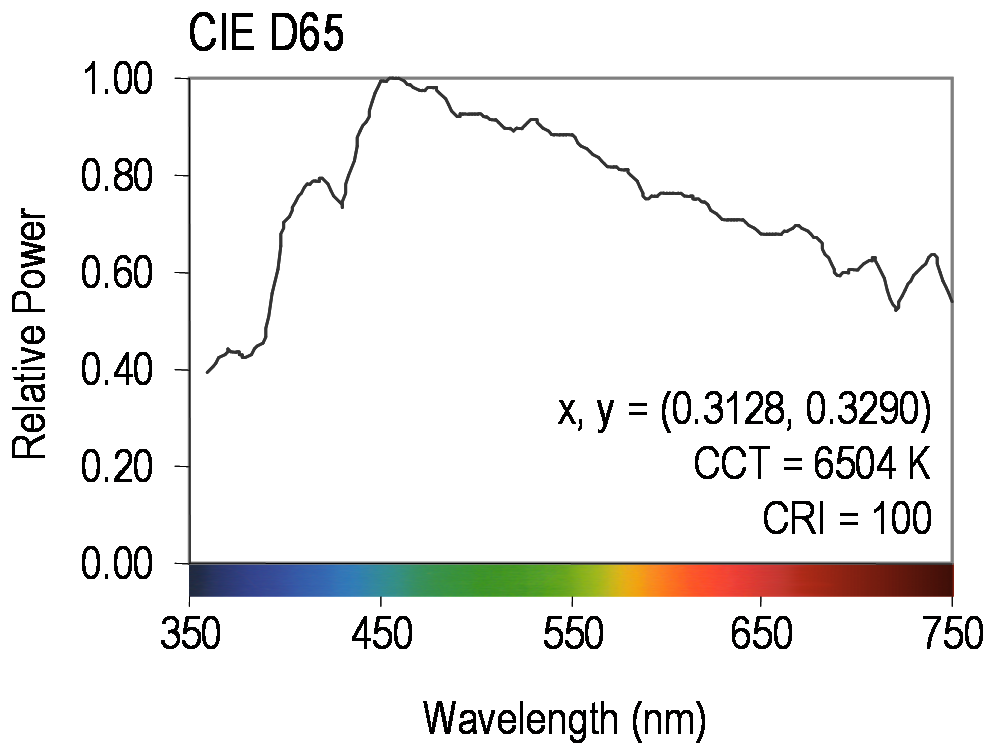
D65の分光分布。

D光源の相対分光分布と、約560nmで正規化された対応する黒体の色温度。

D65光源（D65こうげん）、CIE標準光源D65 （CIEひょうじゅんこうげんD65、D65とも記載） は、国際照明委員会 （CIE） により定義された標準光源である 。Dシリーズとして定義されている光源の一つであり、屋外の照明環境を再現することを目的に定義されている。
D65は、欧州/北欧における平均的な正午の光  （直射日光と晴天の空による拡散光の合わさった光） に対応しており、昼光光源とも呼ばれている。 標準光源は波長ごとの平均スペクトルとして定義されているので、統計的に同じ相対分光強度分布を持つ光源は、D65光源であるとみなすことができる。実際のD65光源というのは存在せず、D65光源をシミュレートする疑似光源しか存在しない。光源の精度はCIE条件等色指数で評価される。

CIEはD65光源を標準昼光光源として以下のように位置づけしている:
[D65]は平均的な昼光を表現することを目的としており、その相関色温度はおよそ6500Kである。CIE標準光源D65は、光源について特段の指定がない限り、すべての昼光下におけるカラリメトリー計算に用いることができる。特に紫外線領域において、季節や時間、地理学的位置によって、昼光の相対分光分布が変動することが知られている。—ISO 10526:1999/CIE S005/E-1998、CIE Standard Illuminants for Colorimetry

## 経緯
1931年、CIEは3種類の標準の光を導入した:
- 標準の光A: 白熱電球
- 標準の光B: 昼光 （直接光）
- 標準の光C: 昼光 （間接光）

標準光源Bおよび標準光源Cは、標準光源Aから液状のフィルターを用いて派生して実現する。しかし実際の光源への近似としては不足していることがわかり、CIEは1967年にジャッド、マクアダム、ヴィゼッキーの提案で、新たな昼光をシミュレートするDシリーズの光源を定義した。

## 定義
D65は、300 nm ～ 830 nmの間における、5 nm間隔の分光分布からなるテーブルで定義されており、もともと10 nm間隔で定義されていたデータを線形補間したものが使われている 。CIEは、線形補間により分光分布の成分間の補間をすることを推奨しているが、スプライン補間の利用の提案もなされている。
CIE1931色空間の色度座標において、D65は
{\displaystyle {\begin{aligned}x&=0.31271,\\y&=0.32902\end{aligned}}}
と定義される （CIE 1931 2°測色標準観察者）。
相対輝度 （すなわち、Y = 100） の正規化は、XYZの三刺激値を用いて
{\displaystyle {\begin{aligned}X&=95.047,\\Y&=100.00,\\Z&=108.883\end{aligned}}}
CIE 1964 10°測色標準観察者において、
{\displaystyle {\begin{aligned}x&=0.31382,\\y&=0.33100\end{aligned}}}
D65は白色光を表すため、その座標も白色点であり、対応する相関色温度は6504Kである。HDTVに使われているRec. 709では、CIE 1931座標においてx=0.3127、y=0.329に丸められている。

## なぜ6504Kなのか？

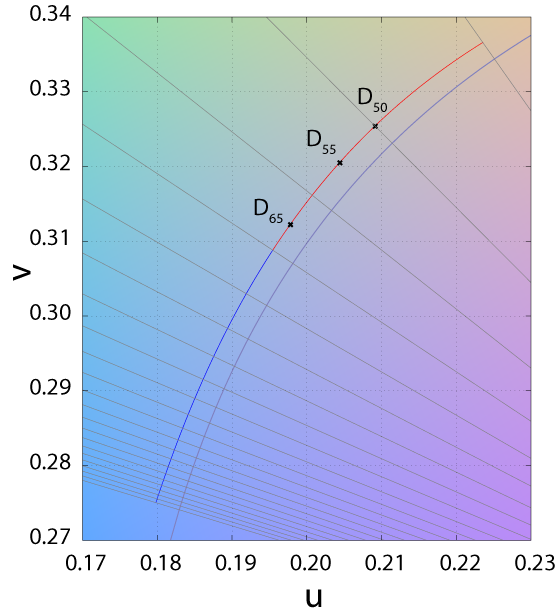
CIE 1960 UCS色度図における D_{50}、D_{55}、およびD_{65} の色度の昼光軌跡。

D65という名称から、相関色温度 （CCT） が6500 Kと思われがちだが、実際は僅かに異なる6504 Kである。この差はプランクの法則の定数が、光源が定義された後に改訂されたことによる。 この改訂により、白色点を求めるために用いられる黒体軌跡も移動することになった。この差はDシリーズのすべての標準光源 （D50、D55、D65、D75） において発生するが、 {\displaystyle {\frac {1.4388}{1.438}}}を掛けることで近似できる。例えば、D65において、{\displaystyle 6500\ {\text{K}}\times {\frac {1.4388}{1.438}}=6503.6\ {\text{K}}}となる。